# Nadja (serie animata)
Nadja (明日のナージャ?, Ashita no Nadja, lett. "La Nadja del domani") è una serie anime creata da Izumi Tōdō e prodotta dalla Toei Animation. Trasmessa in Giappone su TV Asahi dal 2 febbraio 2003 al 25 gennaio 2004, in Italia la serie è stata acquistata dalla Rai, che l'ha mandata in onda su Rai 2 dall'8 novembre 2004 al 17 gennaio 2005. Esiste anche la versione manga composta da due volumi e pubblicata dalla Kōdansha.
Nel 2017 è stato pubblicato un romanzo sequel ambientato tre anni dopo.

## Trama
(Anna Petrova all'inizio di ogni episodio)
La storia è ambientata agli inizi del XX secolo. Nadja è una ragazza vivace, graziosa e allegra, affidata da neonata all'orfanotrofio di Applefield, situato nella città di Huntington (Staffordshire), vicino a Londra, in Inghilterra. Nell'orfanotrofio Nadja trova molti amici e scopre un precoce talento musicale. Durante tutta la sua vita aveva sempre creduto che i suoi genitori fossero morti, ma poco prima del suo tredicesimo compleanno scopre che la madre è ancora viva, grazie a un pacco ricevuto, che contiene tra l'altro il diario della madre e l'abito indossato al suo primo ballo. Due individui cominciano a inseguirla per rubarle la spilla che porta sempre con sé, unico ricordo della madre, quindi la ragazza fugge dall'orfanotrofio e intraprende un lungo viaggio al seguito della Dandelion, di una compagnia di artisti girovaghi, che la porterà in tutta Europa alla ricerca della madre perduta.

## Personaggi

### Personaggi principali
Nadja Applefield (ナージャ・アップルフィールド?, Nāja Appurufīrudo)
Doppiata da: Ami Koshimizu (ed. giapponese), Monica Ward (ed. italiana)
La protagonista che all'inizio della storia vive nell'orfanotrofio Applefield, ha 13 anni. Inseguita dal suo misterioso passato e dagli intrighi di palazzo, intraprende un lungo viaggio per l'Europa alla ricerca della madre che forse è ancora viva. Si innamora di Francis e di Keith, incapace di scegliere tra i due fratelli. È allegra, sincera, impulsiva e solare, ha uno spiccato talento per la danza e fa amicizia facilmente. Gli anni trascorsi ad arrampicarsi sugli alberi dell'orfanotrofio le hanno conferito una certa agilità, che si rivela molto utile durante la fuga da Rosso e Bianco. La sua data di nascita è sconosciuta, ma la direttrice ha deciso di festeggiarlo il 25 marzo, festa della Vergine Maria. In russo, il nome "Nadja" significa "speranza".
Nel corso del suo viaggio con la compagnia Dandelion, Nadja si esibisce come ballerina in varie danze, a seconda del paese in cui si trova: in Inghilterra e in Francia esegue, indossando il tutù, un balletto durante il quale si avvale di un bastone cui sono applicati dei sonagli alle estremità; in Svizzera balla la danza tirolese indossando l'abito tipico; in Italia si esibisce con Kennosuke nella danza Gli sbandieratori del sole; in Spagna balla il flamenco; in Grecia si esibisce con i vestiti che indossa di solito e l'ombrello.
Keith Harcourt (キース・ハーコート?, Kīsu Hākōto) / Rosa Nera (怪盗黒バラ?, Kaitō Kuro Bara)
Doppiato da: Mitsuki Saiga (ed. giapponese), Patrizio Cigliano (ed. italiana)
Primogenito del casato dei duchi di Harcourt e gemello di Francis. Sei anni prima si è recato a studiare in un collegio in Svizzera. Resosi conto dell'estrema ipocrisia dell'ambiente di cui fa parte, a 15 anni, dopo gli studi, si dà alla clandestinità rinunciando al suo titolo nobiliare. Diventa quindi il famigerato "Rosa Nera", una sorta di "ladro gentiluomo" che come Robin Hood ruba ai ricchi per poi distribuire ai poveri quanto trafugato. È innamorato di Nadja da quando l'ha salvata da Rosso e Bianco, i due investigatori privati assoldati dallo zio della ragazza, che all'inizio della storia volevano rubarle la spilla lasciatale dalla madre. È in grado di spiccare salti prodigiosi, utili quando scappa dalla polizia che cerca di catturarlo. Al contrario di Francis, che ha sempre visto solo il lato gentile e caritatevole della madre, Keith si è presto reso conto della debolezza della donna di fronte al marito, della sua incapacità di imporsi e di ribellarsi alle decisioni che le venivano imposte, che l'hanno portata ad una morte prematura a soli 28 anni.
Francis Harcourt (フランシス・ハーコート?, Furanshisu Hākōto)
Doppiato da: Mitsuki Saiga (ed. giapponese), Patrizio Cigliano (ed. italiana)
Fratello gemello di Keith, anch'egli innamorato di Nadja. Francis, come il fratello, tenta di aiutare la povera gente, ma, contrariamente a Keith, rimane "dentro il sistema" e utilizza il suo capitale per fare beneficenza. Nadja crede di riconoscere in lui il suo salvatore e rimane sconvolta quando scopre che "il cavaliere dagli occhi lucenti" non è Francis, ma il tanto disprezzato ladro "Rosa Nera". Appartiene ad una delle casate più ricche d'Inghilterra ed è stato cresciuto da sua zia Emma dopo la morte della madre Amelia, che, con il suo atteggiamento altruista verso i poveri e i più bisognosi, gli ha trasmesso il suo motto, Noblesse oblige. Al contrario di Keith, che si è convinto che la madre fosse infelice, Francis, avendo trascorso più tempo con lei, si è accorto che la donna assecondava il marito solo per farlo sentire importante, che ha sempre ottenuto ciò che voleva e che ha vissuto un'esistenza felice, anche durante il periodo della malattia.
Gheorg Haskill (ゲオルグ・ハスキル?, Georugu Hasukiru)
Doppiato da: Kazuya Ichijo (ed. giapponese), Paolo Marchese (ed. italiana)
Direttore non ufficiale della troupe itinerante Dandelion di cui Nadja fa parte, è vigoroso e gentile, ma sotto l'aspetto da macho nasconde le sue debolezze: è estremamente superstizioso e adora le cacce al tesoro, che hanno condotto lui e la sua troupe ad apportare numerose deviazioni al loro viaggio. Sostiene di aver fondato la compagnia per girare il mondo a caccia di tesori, che a loro volta gli servono per permettere alla troupe di sopravvivere. Ogni volta che litigano, scioglie la compagnia.
Anna Petrova "Nonna" (アンナ・ペトロワ 〈おばば〉?, Anna Petorowa "Obaba")
Doppiata da: Hisako Kyōda (ed. giapponese), Lorenza Biella (ed. italiana)
È una misteriosa e gentile vecchietta di origini russe che fa parte della compagnia Dandelion. Confeziona cappelli e ornamenti per duchi e nobili, così come gli abiti indossati da Nadja e Kennosuke durante le esibizioni. È la nonna di tutta la troupe e si occupa di suonare il grammofono posto sul tetto del carro mobile, ma anche di predire il futuro: è la prima a capire che Nadja avrà un destino insolito, che nessuno può immaginare. È molto brava nel gestire il denaro e riesce sempre a ottenere degli sconti. Inaspettatamente si scopre essere una brava lottatrice.
Sylvie Alte (シルヴィー・アルテ?, Shiruvī Arute)
Doppiata da: Fumiko Orikasa (ed. giapponese), Giò-Giò Rapattoni (ed. italiana)
È la cantante francese della troupe Dandelion. Quando deve esibirsi, pretende il massimo da se stessa ed è molto esigente, ma nei confronti di Nadja, che la vede come una sorella maggiore, è gentile e la tiene sotto la sua ala protettrice. Le piace lo shopping e talvolta può sembrare vanitosa, ma soffre profondamente per l'amore, non ricambiato, che prova per Raffaele. Quando si tratta di combattere contro gli sgherri di Herman Preminger usa un ombrello come arma.
Abel Geiger (アーベル・ガイガー?, Āberu Gaigā)
Doppiato da: Takumi Yamazaki (ed. giapponese), Luigi Ferraro (ed. italiana)
È tedesco e lavora nella troupe Dandelion come pierrot. È serio, saggio ed educato e aiuta Nadja nella lettura del diario della madre della ragazza, che è scritto in tedesco. È abile nel lavorare il legno. Prima di unirsi alla troupe, quattro anni prima, lavorava come dottore in un villaggio povero, ma fu incarcerato dopo aver rubato le medicine dalla farmacia per salvare i suoi pazienti, e in particolare suo figlio, da un'epidemia. Uscito di prigione, aveva dovuto abbandonare sua moglie Mary e suo figlio Stefan, costretto dalla malattia sulla sedia a rotelle, perché convinto che senza di lui avrebbero potuto avere una vita migliore.
Thomas O'Brian (トーマス・オブライアン?, Tōmasu Oburaian)
Doppiato da: Daisuke Kishio (ed. giapponese), Oreste Baldini (ed. italiana)
È un violinista irlandese che si esibisce nella troupe Dandelion. È tranquillo, ma si arrabbia se viene offesa la sua musica, e si preoccupa degli aspetti pratici che riguardano la gestione della compagnia (per esempio, se guadagnano abbastanza per sopravvivere o se le esibizioni sono state apprezzate). Pretende che tutti diano il massimo e non accetta che, durante gli spettacoli, qualcuno si distragga. Di fronte ai pericoli si mostra vile e, per calmare la sua paura, Sylvie e Abel sono costretti a fargli bere dell'alcol.
Kennosuke Tsurugi (ケンノスケ・ツルギ?, Kennosuke Tsurugi)
Doppiato da: Reiko Kiuchi (ed. giapponese), Paola Majano (ed. italiana)
Discendente dei samurai, Kennosuke ha origini giapponesi. È rimasto orfano tre anni prima ed è stato affidato a Tadahachi Ninomiya, un uomo che sognava di costruire un aeroplano e che gli ha insegnato a credere nei propri sogni, convincendo così il ragazzo a imbarcarsi per la Francia con lo scopo di guadagnare il denaro che permetta a lui e a sua sorella Hanako, da cui è stato separato, di sopravvivere. Il suo sogno è di diventare samurai come i suoi avi o ingegnere, per costruire una macchina che porti l'uomo sulla Luna. Viene accolto dalla troupe Dandelion e si esibisce in sequenze di danza o combattimenti con la sua spada di legno. Occasionalmente si unisce alle esibizioni di Nadja, della quale si è innamorato, ma la ragazza lo considera solo come il suo migliore amico. Ha spiccate abilità meccaniche.
Rita Rossi (リタ・ロッシ?, Rita Rosshi)
Doppiata da: Ikue Ōtani (ed. giapponese), Barbara Pitotti (ed. italiana)
È una bambina italiana di 5 anni diventata muta dopo l'incendio, avvenuto a Roma due anni prima, nel quale sono morti i suoi genitori che lavoravano come domatori di leoni per il Circo Allegra. A causa di questa tragedia ha sviluppato l'arsonfobia, la paura del fuoco. Con l'aiuto di Nadja, Rita riesce a superare la sua paura e riprende a parlare. Nella troupe Dandelion si esibisce insieme ai due leoncini Crema e Cioccolato, il primo bianco e il secondo nero. In realtà Cioccolato è stato colorato artificialmente.

### Altri personaggi
Questo è l'itinerario che durante la storia Nadja ed i suoi amici compiono viaggiando per tutta l'Europa e varcandone anche i confini.
- Inghilterra - Applefield
- Inghilterra - Londra
- Francia - Parigi
- Francia - Domrémy
- Svizzera - Locarno
- Italia - Como
- Italia - Milano
- Italia - Venezia
- Italia - Roma
- Spagna - Barcellona
- Spagna - Granada
- Grecia - Mikonos
- Egitto - Giza
- Italia - Roma
- Austria - Salisburgo
- Francia - Parigi
- Francia - Cherbourg-Octeville
- Inghilterra - Applefield
- Inghilterra - Londra
- Austria - Vienna

Rosemary Applefield (ローズマリー・アップルフィールド?, Rōzumarī Appurufīrudo)
Doppiata da: Rumi Shishido (ed. giapponese), Michela Alborghetti (ed. italiana)
Migliore amica di Nadja sin dai tempi dell'orfanotrofio, dopo aver compiuto 13 anni è partita per Granada, dove lavora come domestica presso Fernando Gonzales, per il quale ha una cotta. È una sognatrice e odia essere orfana: immagina piuttosto di essere una principessa che prima o poi ritroverà la sua famiglia d'origine. Quando scopre che Nadja potrebbe avere origini nobili, non si fa scrupoli a tradirla per impossessarsi del ruolo che ha sempre desiderato. L'operazione le risulta semplice, poiché somiglia fisicamente a Nadja (anche lei ha lunghi capelli biondi e gli occhi azzurri) e conosce la ninnananna che la madre della ragazza le cantava quand'era piccola. Stringe quindi un patto con Herman: si farà riconoscere come erede dei Preminger e, subito dopo, passerà a lui il titolo, così l'uomo erediterà la fortuna di famiglia. Dopo essere stata riconosciuta dal Duca comincia ad allontanarsi e a ricattare Herman, sapendo bene che l'uomo non può nulla senza di lei. Alla fine, quando Nadja rivendica la sua identità, ritroverà la sua dignità e abbandonerà il castello dei Preminger, spiegando all'amica come il mondo dei nobili e la sua rigidità l'abbiano profondamente annoiata. Le raccomanda, inoltre, di avere cura di sua madre, l'unica persona buona che abbia incontrato tra tanti nobili dall'animo vuoto.
Duca di Preminger (プレミンジャー公爵?, Pureminjā kōshaku)
Doppiato da: Eiji Maruyama (ed. giapponese), Pietro Biondi (ed. italiana)
Padre di Colette e Herman e nonno di Nadja, è un nobile austriaco prudente, freddo e ossessionato dall'idea di mantenere salvo l'onore della famiglia. Per questo motivo, quando Raymond Colville, padre di Nadja, gli chiese il permesso di sposare Colette, lui rifiutò e lo insultò, ottenendo come risultato la fuga dei due giovani. Quando Raymond morì in un incidente e sia Nadja che Colette si ammalarono, il Duca fece affidare la bambina alla direttrice di Applefield e fece credere alla figlia che Nadja fosse morta per farla ritornare a casa con lui. Si serve di Rosso e Bianco per controllare se la nipote sta per scoprire le sue vere origini: è lui, infatti, che le ha inviato la valigia contenente i ricordi di sua madre. Vuole molto bene a sua figlia, mentre è in cattivi rapporti con Herman. Ha intenzione di tenere Nadja lontana da sua madre, perché sa che Colette vorrebbe tenere la figlia per sé: decide quindi di mandare la ragazza a studiare in un collegio di suore in Svizzera. Quando alla fine Nadja decide di tornare a ballare con la compagnia Dandelion, anche se contrario, decide di lasciarla partire.
Colette Preminger (コレット・プレミンジャー?, Koretto Pureminjā)
Doppiata da: Reiko Yasuhara (ed. giapponese), Sabrina Duranti (ed. italiana)
Madre di Nadja, figlia maggiore del Duca di Preminger, a 16 anni conosce, durante un ballo, Raymond Colville, un giovane pianista francese, di cui si innamora. A 18 anni lo ritrova quando diventa, inaspettatamente, il suo maestro di pianoforte. È fuggita a Parigi con lui, perché suo padre non voleva farli sposare. Dopo la morte del marito e la convinzione che Nadja fosse morta torna a Vienna dove si è ri-sposata con un vecchio amico, il conte Walter Wartmüller. Ogni anno, il giorno del compleanno di Nadja, mette da parte un diamante. Ha incontrato Nadja a Roma, ma non sapeva che fosse sua figlia. Ha intenzione di tenerla con sé, a costo di contrastare il volere di suo padre.
Herman Preminger (ハーマン・プレミンジャー?, Hāman Pureminjā)
Doppiato da: Issei Futamata (ed. giapponese), Gianni Bersanetti (ed. italiana)
Zio di Nadja, figlio minore del Duca di Preminger, è stato diseredato da suo padre perché ha causato alla famiglia una grossa perdita finanziaria. È un uomo cinico e intrigante, ha sete di potere e di denaro e vuole impedire a Nadja di ereditare la fortuna di famiglia. Per portare a termine il suo scopo, prima invia Rosso e Bianco a rubare la spilla della ragazza, nella quale è nascosto l'anello con lo stemma dei Preminger, poi fa credere che Rosemary sia Nadja. Ha un figliastro, Oscar Colorado, figlio della sua attuale moglie, Hilda, che maltratta.
Oscar Colorado (オスカー・コロラド?, Osukā Kororado)
Doppiato da: Tomokazu Seki (ed. giapponese), Gabriele Lopez (ed. italiana)
Figliastro di Herman, figlio della sua attuale moglie, Hilda. Oscar non va d'accordo con il suo patrigno, al contrario che con Colette e il Duca. L'unica cosa che trattiene il Duca da nominarlo suo erede è il fatto che non possiede il sangue di un Preminger, ma questo non sembra preoccuparlo più di tanto. Stima e vuole molto bene a Colette, la quale lo considera quasi come un suo figlio. In passato viene rivelato che Oscar era molto protettivo verso sua madre Hilda che, sposatasi giovane infelicemente con Herman, veniva continuamente maltrattata. Appartiene alla ricca famiglia dei Colorado, che possiede la casa in cui dimora Herman. A questi Oscar deve dei soldi, ma si rifiuta di pagarlo fin quando egli non lascerà in pace sua madre e la sua casa.
Rosso e Bianco (ロッソとビアンコ?, Rosso to Bianko)
Doppiati da: Kenji Nomura (Rosso) e Kazunari Kojima (Bianco) (ed. giapponese), Roberto Stocchi (Rosso) e Sergio Lucchetti (Bianco) (ed. italiana)
Sono due detective privati che fanno il doppio gioco: da una parte danno la caccia a Nadja per rubarle la spilla contenente l'anello di famiglia su ordine di Herman, dall'altra passano informazioni sulla ragazza al Duca di Preminger, senza rivelargli i piani del figlio. Hanno incendiato per sbaglio l'orfanotrofio Applefield. Alla fine, vengono richiusi nei sotterranei del maniero di Herman insieme a Nadja e, per vendicarsi, la aiutano a scappare. I loro nomi sono dovuti al colore dei loro capelli. Rosso è basso e grasso, mentre Bianco è alto e magro.
Signora Direttrice (院長先生?, Inchō-sensei)
Doppiata da: Reiko Senou (ed. giapponese), ? (ed. italiana)
È l'anziana signora che dirige l'orfanotrofio Applefield. La bambinaia di Nadja, Edna Grey, le affidò la bambina quando era neonata, perché Colette non poteva prendersene cura a causa della malattia. È l'unica che possa testimoniare davanti al Duca che Rosemary non è Nadja, ma quando la ragazza torna in Inghilterra a cercarla, scopre che l'orfanotrofio, dopo l'incendio, è stato ricostruito, ma poi è caduto in rovina, perché la direttrice è morta salvando uno dei bambini dal crollo di alcune assi.
Oliver (オリバー?, Oribā)
Doppiato da: U-ko Tachibana (ed. giapponese), Cinzia Villari (ed. italiana)
È un amico di Nadja, cresciuto con lei e altri ragazzini nell'orfanotrofio. Diventa apprendista sellaio presso Parigi. Gli piace Nadja e cerca di confessarle i suoi sentimenti, non riuscendoci.
Harvey Livingston (ハービー・リビングストン?, Hābī Ribingusuton)
Doppiato da: Kenjirō Tsuda (ed. giapponese), Davide Lepore (ed. italiana)
Talentuoso giornalista americano, è amichevole e lavora per un giornale francese, il Monmartre Journal, con sede a Londra. È il primo che esamina la spilla di Nadja e ne deduce le nobili origini. Ha un forte senso della giustizia e ammira Rosa Nera, che vuole intervistare. Suo fratello minore, T.J., è coetaneo di Nadja e ha una cotta per la ragazza. Harvey l'ha cresciuto quando rimasero orfani.
Christian Strand (クリスチャン・ストランド?, Kurisuchan Sutorando)
Doppiato da: Yusuke Oguri (ed. giapponese), ? (ed. italiana)
È un egittologo goffo e gentile che si è innamorato di Nadja, ma la ragazza non si accorge dei suoi sentimenti, perché è troppo occupata a cercare di capire se ama Keith o Francis. Era un ragazzo di strada con un grande amore per la conoscenza: il professor Harrison lo vide nel museo dove lavorava e lo prese con sé come suo allievo.
Leonardo Cardinale (レオナルド・カルディナーレ?, Reonarudo Karudināre)
Doppiato da: Ken'ichi Suzumura (ed. giapponese), Marco Vivio (ed. italiana)
Un giovane nobile incontrato da Nadia nel suo viaggio a cui piace corteggiare le belle ragazze. Sembra avere un debole per Nadja, che chiama "Bocciolo di rosa", ma è fidanzato con una ragazza di nome Giulietta, che ama profondamente nonostante tutto.
Thierry Rothschild (ティエリ・ロートシルト?, Tieri Rōtoshirudo)
Doppiato da: Yūta Mochizuki (ed. giapponese), Corrado Conforti (ed. italiana)
È un amico di Leonardo. Lavora nel settore dell'abbigliamento e regala a Nadja un vestito.
Antonio Fabiani (アントニオ・ファビアーニ?, Antonio Fabiāni)
Doppiato da: Ryō Horikawa (ed. giapponese), Alessio Cigliano (ed. italiana)
Cinico e avido, Antonio è stato allevato dalla madre vedova, Ilma, nei bassifondi di Venezia. Ha lasciato casa all'età di 16 anni e gradualmente è diventato un uomo d'affari freddo ed egoista, ottenendo ricchezze attraverso sporche strategie. Viene visto come un donnaiolo, intento a fare la corte a tutte le donne che incontra. Nadja lo incontra in Italia, e i due si scontrano più volte; lei lo giudica un uomo vile, fino a quando non viene a conoscenza del suo passato da Ilma. In seguito si scopre che Herman Preminger gli doveva una grossa somma di denaro, preso in prestito per corrompere gli investigatori di suo padre.
Fernando Gonzales (フェルナンド・ゴンザレス?, Ferunando Gonzaresu)
Doppiato da: Naozumi Takahashi (ed. giapponese), Gaia Bolognesi (ed. italiana)
Figlio del Barone Gonzales e nipote di Simone Monterlain, è un ragazzino dal brutto carattere. Rosemary, che lavora come domestica nella sua casa, ha una cotta per lui.
Raffaele (ラファエル?, Rafaeru)
Doppiato da: Kouji Yamamoto (ed. giapponese), Alessandro Quarta (ed. italiana)
Trovatore dal cuore gentile, è un amico di lunga data della troupe Dandelion. Una volta scappò con una giovane nobildonna e la sposò, ma lei si ammalò e morì. Per questo motivo, pur componendo canzoni d'amore, Raffaele non si innamora più, pensando che la moglie sia morta a causa sua e non volendo causare altro dolore. Si dice che il suo canto faccia realizzare i sogni d'amore.
John Whittard (ジョン・ウィタード?, Jon Witādo)
Doppiato da: Naoki Yanagi (ed. giapponese), Alessio Cigliano (ed. italiana)
È un eccellente pianista britannico. Uno dei suoi pochi amici è Francis.
Conte Albert Waltmüller (アルベルト・ワルトミュラー伯爵?, Aruberuto Warutomyurā hakushaku)
Doppiato da: Mitsuru Miyamoto (ed. giapponese), ? (ed. italiana)
Secondo marito di Colette, le è stato vicino dopo la morte di Raymond. Ama profondamente sua moglie e non l'ha mai obbligata a dimenticare il suo primo amore.
Marianne Hamilton (メリーアン・ハミルトン?, Merīan Hamiruton)
Doppiata da: Fuuko Misaki (ed. giapponese), Francesca Manicone (ed. italiana)
Figlia di un conte inglese, è amica d'infanzia di Francis, del quale è innamorata. Le due famiglie progettano di farli sposare, ma la comparsa di Nadja fa sfumare l'idea. Accetta di aiutare la ragazza a scoprire se è una Preminger nella speranza che non sia nobile. È egoista e possessiva, ma anche onesta. Alla fine della storia accetterà l'amore di Francis per la rivale.
Edna (エドナ?, Edona)
Doppiata da: Seiko Tomoe (ed. giapponese), ? (ed. italiana)
È l'anziana bambinaia di Nadja, che l'affidò all'orfanotrofio Applefield ancora neonata, poiché Colette non poteva prendersene cura a causa della malattia. Lavora al servizio di Christian Strand.
Amelia (アメリア?, Ameria)
Doppiata da: Yuka Shino (ed. giapponese), ? (ed. italiana)
La madre di Keith e Francis, dopo un periodo di malattia, è morta in giovane età quando i figli erano piccoli.

## Anime
La serie è formata da 50 episodi, andati in onda tra il 2 febbraio 2003 e il 25 gennaio 2004 su TV Asahi. Sono stati messi in commercio 13 DVD, ognuno contenente 4 episodi, tranne il primo, che ne contiene solo 2, cui è però allegato un CD con la sigla di apertura e di chiusura. Agli altri DVD è acclusa una cartolina che raffigura la copertina del DVD stesso. Per quanto riguarda i contenuti speciali, tutti i DVD contengono la versione senza crediti delle sigle e una sezione intitolata Naruhodo Nadja!, in cui Nadja e Kennosuke raccontano alcune curiosità sui posti visitati durante il viaggio della compagnia Dandelion. Negli ultimi DVD sono state aggiunte le schede dei personaggi. Sono state prodotte anche le videocassette, disponibili, tuttavia, esclusivamente per il noleggio. Per il mercato inglese sono stati realizzati due film: il primo è un montaggio degli episodi 6-7, 10, 13 e 21, mentre il secondo è un montaggio degli ultimi cinque episodi della serie.
In Italia è stata inizialmente annunciata con il titolo di In viaggio con Sally e presentava la traduzione dei nomi in italiano (ad esempio Dandelion diventava "Dente di leone" e l'orfanotrofio Applefield "Campo di mele"). Ciò non è avvenuto ed è stata trasmessa dal novembre 2004 su Rai 2 con il titolo Nadja e i nomi originali, salvo la pronuncia di alcuni di essi.

### Sigle
Sigla di apertura
- Nadja!! (ナージャ！！?), di Minako Honda

Sigla di chiusura
- Que sera, sera (けせら・せら?), di Ami Koshimizu (Nadja)

Sigla di apertura e di chiusura italiana
La sigla italiana Nadja, scritta e composta da Bruno Tibaldi e Stefano Lucato ed interpretata da Gigliola Scatola, presenta un arrangiamento completamente diverso dalle originali e viene usata sia in apertura che in chiusura.

### Adattamento italiano
La serie animata è uno shōjo, adatto quindi generalmente a ragazze preadolescenti. Di conseguenza, non esistono avvenimenti o scene che abbiano dovuto essere censurate nell'adattamento italiano, che si rivolge sostanzialmente allo stesso pubblico. Solamente nell'episodio 36, Pericolo per la Rosa Nera, l'edizione italiana ha censurato, nelle repliche successive, le torture a cui Herman sottopone Keith Harcourt, che, dopo essere stato catturato ed imprigionato, viene frustato a sangue e legato ad una sorta di "croce di sant'Andrea".

## Manga
Il manga di Ashita no Nadja è stato pubblicato dalla casa editrice Kōdansha sulla rivista Nakayoshi, da aprile 2003 a gennaio 2004. I 12 capitoli sono stati raccolti in due tankōbon. Gli eventi narrati in ogni capitolo corrispondono, totalmente o parzialmente, a uno o più episodi dell'anime.

### Volumi
| Nº | Giapponese 「Kanji」 - Rōmaji | Data di prima pubblicazione             | Data di prima pubblicazione |
| Nº | Giapponese 「Kanji」 - Rōmaji | Giapponese                              | Italiano                    |
| 1  | 「明日のナージャ １」 - Ashita no Nadja 1 | 3 settembre 2003 ISBN 978-4-06-364029-8 | -                           |
| 1  | Capitoli 1-6 |                                         |                             |
| 1  | Trama Dopo essersi fatta predire il futuro da un'anziana signora che lavora per la compagnia Dandelion, Nadja torna all'orfanotrofio Applefield, dove riceve dalla direttrice una lettera e una valigia, contenente il diario e il vestito di sua madre. Scopre così che la donna potrebbe essere ancora viva, ma, d'accordo con la direttrice, decide di aspettare che arrivino ulteriori notizie. Quella notte, due uomini si introducono nell'orfanotrofio alla ricerca di Nadja e, erroneamente, appiccano il fuoco. La ragazza riesce a portare in salvo gli oggetti di sua madre, ma i due malfattori al inseguono per rubarle la spilla. All'ultimo momento, viene salvata da un misterioso ragazzo, che la porta, svenuta, al carro mobile della troupe Dandelion. Quando si risveglia, scopre di non poter tornare ad Applefield perché la compagnia sta viaggiando verso Londra e decide quindi di unirsi a loro e cercare sua madre. Arrivata a Londra, Nadja deve scegliere in cosa vuole esibirsi per sostenere il provino, passato il quale potrà entrare a far parte della compagnia Dandelion. Mentre riflette sul tipo di spettacolo che potrebbe presentare, conosce il resto della troupe e viene intervistata dal giornalista Harvey Livingston. Una sua frase ("ognuno dovrebbe trasformare in lavoro ciò che gli piace") le fa decidere di diventare una ballerina. L'esibizione ha successo e la ragazza entra così nella compagnia. La sera, tornando dall'ufficio postale, Nadja si perde e incontra il ladro Rosa Nera. Mentre accompagna la Nonna a consegnare un cappello alla contessa Emma Queensberry, Nadja rivede il ragazzo che l'aveva salvata la notte in cui l'orfanotrofio era andato a fuoco: il "Cavaliere dagli occhi lucenti", il cui vero nome è Francis Harcourt. La ragazza ha l'occasione di conoscerlo e di danzare con lui quella sera stessa, quando si introduce di nascosto al ballo organizzato da suo padre. A Parigi, Nadja scopre che sua madre aveva ballato con un pittore di quella città e manda il suo nuovo amico T.J. a cercarlo. Viene poi invitata da Simone Monterlain ad esibirsi durante un ballo in maschera in onore del ladro Rosa Nera, dove Nadja viene derisa per le sue umili origini. Inaspettatamente, un giovane le chiede di ballare: è la stessa Rosa Nera, che ruba la collana della padrona di casa, anche se la ragazza cerca di impedirglielo. Il menestrello Raffaele, amico della compagnia Dandelion, trascorre alcuni giorni con la troupe, alla quale consegna un carillon, legato al ricordo di una signora e del suo defunto marito. La melodia del carillon ricorda a Nadja i bei momenti trascorsi con Francis e Sylvie l'aiuta a comprendere quali sono i suoi veri sentimenti verso il ragazzo. Le confida inoltre del suo amore impossibile per Raffaele e le regala il carillon portato dal menestrello. La compagnia parte poi per la Svizzera. La troupe Dandelion raggiunge la Svizzera e visita un orfanotrofio sul Lago Lemano. Qui Nadja incontra di nuovo Francis e, colpita dal suo discorso sul noblesse oblige, decide di insegnare ai bambini la danza tirolese per farli sorridere. Il giorno dopo, essendo entrambi in partenza, Francis e Nadja si salutano con un bacio. |                                         |                             |
| 2  | 「明日のナージャ ２」 - Ashita no Nadja 2 | 6 febbraio 2004 ISBN 978-4-06-364041-0  | -                           |
| 2  | Capitoli 7-12 |                                         |                             |
| 2  | Trama A Venezia, Nadja incontra Harvey, che le spiega che alcune persone, come Carlo Casanova, nonostante sembrino dei benefattori, indossano una maschera che nasconde le loro oscure intenzioni. La ragazza si confronta anche con la Rosa Nera, che improvvisamente la bacia. Nadja gli dà uno schiaffo e al ladro cade la maschera, rivelando che è identico a Francis. A Roma, Nadja incontra Christian, un giovane archeologo, che conosce il professor Edward Harrison, con il quale sia madre aveva ballato. Non potendo incontrare il professore, morto alcuni anni prima, Nadja chiede a Christian notizie di sua madre: scopre così che la spilla proviene da uno scavo egiziano e che sotto l'anello nascosto in essa c'è lo stemma del ducato viennese dei Preminger. Mentre la ragazza torna dai suoi compagni, la spilla viene rubata da Rosso e Bianco. Nadja decide quindi di andare a Vienna. Nadja lascia la compagnia Dandelion e parte da sola per Vienna. Mentre si esibisce per guadagnare un po' di denaro, la sua valigia viene rubata, ma Francis ferma il ladro. La ragazza si fa spiegare perché è diventato il ladro Rosa Nera e gli racconta di come le sia stata rubata la spilla. Mentre la troupe raggiunge Nadja e la riprende con sé, offrendole il proprio aiuto per raggiungere l'Austria, Francis regala alla ragazza un caleidoscopio appartenuto a sua madre e si introduce nella residenza di Herman per recuperare la spilla, ma viene ferito e catturato. Leonardo, Thierry e Giulietta decidono di aiutare Nadja and incontrare sua madre durante un gran ballo organizzato dai Preminger. Mentre Colette scopre che la figlia è ancora viva, con l'aiuto di Oscar, Francis riesce a scappare e a riportare nottetempo la spilla a Nadja, che riesce infine ad ammettere i sentimenti che prova per lui. Nadja raggiunge la residenza dei Preminger per partecipare al ballo, mentre la compagnia Dandelion, cerca che la ragazza non tornerà da loro, lascia Vienna. Nel frattempo, Harvey scopre la vera identità del ladro Rosa Nera. Francis raggiunge Nadja al ballo ma, mentre danzano, Herman riconosce il ragazzo e rivela a tutti che è il famoso ladro. Nessuno crede alle parole di Herman, che viene cacciato dal padre. Nadja incontra il nonno e gli restituisce la spilla, poi, grazie all'aiuto di Oscar, incontra sua madre. Il giorno dopo, il duca ridà la spilla alla nipote e la ragazza, d'accordo con Colette, parte con Harvey per raggiungere la compagnia Dandelion. Durante il tragitto, Nadja decide di proseguire a piedi: incontra così Francis, che l'autorizza a tenere il caleidoscopio, e i due giovani promettono, un giorno, di ritrovarsi. La ragazza arriva poi dalla compagnia, rientrando a farne parte. |                                         |                             |

### Differenze con l'anime
La storia del manga è più semplice e lineare di quella dell'anime, si sviluppa in modo leggermente diverso e presenta alcune differenze:
- Kennosuke fa già parte della compagnia Dandelion quando Nadja si unisce a loro.
- Mentre nell'anime Nadja decide di unirsi alla compagnia per sfuggire a Rosso e Bianco, nel manga, quando si sveglia dopo essere stata aggredita, il carro mobile è già in viaggio verso Londra e la ragazza è così costretta a restare con i membri della troupe Dandelion.
- Thomas è innamorato di Sylvie.
- Alcuni personaggi non sono presenti, come Marianne e il torero José, mentre altri appaiono solo fugacemente, come Rosemary, che nel manga non si allea con Herman, bensì compare solo nel primo capitolo, tra gli orfani di Applefield.
- Keith non compare nel manga. La Rosa Nera è lo stesso Francis.
- La compagnia Dandelion non visita la Grecia, la Spagna e l'Egitto.

## CD

### Colonna sonora
| Nº | Titolo CD                                                   | Numero tracce | Data uscita       |
| -- | ----------------------------------------------------------- | ------------- | ----------------- |
| 1  | Nadja!!                                                     | 4             | 21 febbraio 2003  |
| 2  | Que sera, sera                                              | 4             | 21 maggio 2003    |
| 3  | Ashita no Nadja BGM Collection sono 1                       | 36            | 25 giugno 2003    |
| 4  | Ashita no Nadja Music Box series the Song arround the world | 13            | 24 luglio 2003    |
| 5  | Ashita no Nadja BGM Collection sono 2                       | 35            | 25 settembre 2003 |

### Drama-CD
Sono stati pubblicati dei drama-CD a opera della Marvelous Entertainment, che contengono una storia nuova e quella già raccontata nell'anime.
| Nº | Titolo CD                                | Data uscita      |
| -- | ---------------------------------------- | ---------------- |
| 1  | Katte ni Nadja (勝手にナージャ?)         | 22 ottobre 2003  |
| 2  | Asatte no Nadja (明後日のナージャ?)      | 21 dicembre 2003 |
| 3  | Asatte no Nadja 2 (明後日のナージャ ２?) | 21 gennaio 2004  |